# Ca l'Agustí (carrer Sant Josep, Mataró)
Ca l'Agustí és un edifici de Mataró (Maresme) protegit com a Bé Cultural d'Interès Local.

## Descripció
Es tracta d'una casa entre mitgeres de planta baixa, dues plantes pis i golfes. Presenta un portal i finestra reixada, amb arcs escarsers en planta baixa, balcó longitudinal i finestra al primer pis, dos balcons i finestra amb xafardera al segon pis i dues finestres a les golfes. Les obertures del primer pis mantenen vistos els brancals i les llindes de pedra.
La façana és estucada amb esgrafiats seguint el nivell dels forjats.